# P5+1
Die Abkürzung P5+1 steht für die fünf permanenten Mitglieder des UN-Sicherheitsrats und Atommächte nach dem Atomwaffensperrvertrag:
- Frankreich
- Russland
- Vereinigtes Königreich
- Vereinigte Staaten und die
- Volksrepublik China

Das sechste Land (+1) ist Deutschland. Letzteres ist ebenfalls ein "E3-Staat" und an den Gesprächen im Iran beteiligt. So wurde das Kernkraftwerk Buschehr beispielsweise ab 1975 von Deutschland geliefert, jedoch später ab 1995 von Russland fertiggestellt und in Betrieb genommen. 
Die Abkürzung wird in politischen Kreisen genutzt und die oben genannten Länder identifizieren sich damit speziell in Bezug auf die diplomatischen Aktivitäten im iranischen Atomprogramm. Noch spezifischer wird die Abkürzung im Zusammenhang mit dem Joint Comprehensive Plan of Action (JCPOA) verwendet.